# Poloneza
Poloneza (poljsko:polonez, chodzony) je počasen ples (zmerno hiter andante) poljskega izvora v tričetrtinskem taktu.

## Zgodovina
- izvorno je poloneza svečani ples poljske aristokracije, plesali so jo na dvoru na način, s katerim so se plesalci priklanjali vladarju. V uporabi je bil od 16. stoletja dalje.
- v umetni glasbi so polonezni ritmični vzorec (in naslov) prvi uporabljali Francois Couperin, Georg Phillip Telemann in Johann Sebastian Bach (Brandenburški koncert št. 1, Francoska suita št. 6, Suita za orkester št. 2 v h molu, itd).
- v 18. stoletju so ga uporabljali mnogi skladatelji dunajske klasike.
- v 19. stoletju - v obdobju romantike, so polonezo uglasbili Franz Schubert, Carl Maria von Weber, Franz Liszt, Peter Iljič Čajkovski, Modest Petrovič Musorgski, itd.
- v klasični glasbi je najslavnejši skladatelj te oblike Frederic Chopin, ki je z zbirko dvanajstih polonez za klavir postavil simbol poljskega narodnega patriotizma. Svojo prvo polonezo je napisal z osmimi leti. Chopinovemu vzoru je sledilo mnogo poljskih skladateljev, prav zaradi njega pa je ta glasbena oblika dosegla priljubljenost in prepoznavnost na globalni ravni.

## Glasbene značilnosti
- karakteristični ritmični vzorec:

- v starejših umetnih skladbah se je ritem poloneze uporabljal samo v prvih 8-ih ali 16-ih taktih skladbe
- v 18. stoletju je tej glasbeni obliki dodan kontrastni del, ki shematsko tvori tridelno pesemsko obliko (a-b-a) in je v uporabi od tega časa dalje.
- ples je podoben švedskemu šestnajstinskemu plesu, imenovanem polska, s katero ima tudi skupen izvor.